# Mr. Lordi
Tomi Petteri Putaansuu (Rovaniemi, 1974. február 15. –) ismertebb nevén Mr. Lordi a finn Lordi zenekar alapítója és énekese. Több zenekarban is játszott, például a Wanda Whips Wall Street, Double Beat Und Bodys, de a Lordival érte el a legnagyobb sikereit. Fiatal korában KISS rajongó volt, szereti az 1980-as évek hard rock zenéjét, ez meg is látszik zenekara stílusán. Tornióban tanult filmkészítést, így készítette el a Lordi első videóját. Házas, felesége Johanna Askola-Putaansuu. Helsinkiben él.

## Élete

### Fiatalkora
1974. február 15-én született lappföld székhelyén Rovaniemiben, Finnországban. Családjával 1982-ben költözött vissza szülővárosába, és ekkor ismerkedett meg a heavy metallal is. Nagyon szerette a képregényeket, és olyan képregényhősöket mint Hulk, Alf, Pókember és Batman. Hobbija ekkoriban a rajzolás volt, és tankönyveiben is megtalálhatóak voltak szörny karakterek. Később a horrorfilmek iránt is érdeklődni kezdett.
Putaansuu-t a rajzolás és a képregények mellett a zene is érdekelni kezdte. Kedvenc együttese a rocklegenda KISS lett. Miután megtetszett neki az amerikai rockcsapat, több ilyen stílusú zenekart, előadót is megismert, mint például Alice Cooper, a Twisted Sister, vagy a WASP. Ezek az előadók inspirálták a zenélésre, és barátaival több rövid életű zenekart hoztak létre. Egyik fő barátja Pete Riski, aki később ismert rendező lett és a Lordi számos klipjénél segít a zenekarnak.

### Középiskolás évei
Putaansuu számára a középiskolás évek nem hoztak jó tanulmányi eredményeket. A gimnáziumot már az első tanév végén otthagyta, és Tornio városba ment tanulni. Itt kapta a Lordi becenevet is, amelyet egy barátja anyja aggatott rá. A Lordi szó az angol Lord finn megfelelője, magyar jelentése: Úr, fenség. Ezt a művésznevet először egy 1993-as demókazettán használta. Ez volt a Napalm Market, a Lordi legrégebbi rögzített hanganyagja. Putaansuu beküldte demóját felülvizsgálatra, azonban nem kapott jobbnak mondható visszajelzéseket.

### A középiskola után
1994-ben szerzett diplomát Tornio városban, a művészeti és kommunikációs főiskolán. 1995-ben készített egy videót az "Inferno" nevű dalhoz, amely aztán a Lordi legelső közzétett felvétele lett.
Miután leszerelt a katonaságnál visszatért Rovaniemibe, ahol videóvágóként dolgozott. Munkája az volt, hogy a középiskolák számára oktatóvideókat állítsanak össze. Nem sokkal később Helsinkibe költözött.

## Magánélete
Putaansuu 2006-ban házasodott össze Johanna Askolával, aki régóta volt már a barátnője. Az újságíróknak nem sikerült képet szerezniük sem Putaansuuról maszk nélkül, sem az esküvőről. Putaansuu nem enged betekintést magánéletébe a médiának, és sehol sem terjeszti, vagy ad ki információkat magánügyeiről.

## Lordi
Putaansuu 1992-ben alapította a bandát Rovaniemiben, amikor ő 18 éves volt. Elkészítette az első demót a Napalm Market című hanganyagot 1993-ban. Dalaiban érződik a KISS hatása.
1995-ben Putaansuu megcsinálta az Inferno videóját valószínűleg Pete Riski és barátai segítségével. Egy KISS Army ülésen találkozott Sami Wolkinggal, akinek felajánlott egy basszusgitáros pozíciót, de ezt Wolking visszautasította. 1996-ban Stockholmban volt KISS koncert, ahova Putaansuu is elment. Itt ismerkedett meg Jussi "Amen" Sydänmaa-val, és Sami "G-Stealer" Keinänennel. Kialakult zenekarának első felállása.
1997-en csatlakozott hozzá Erna "Enary" Siikavirta. 1999-ben felvettek egy albumot de ezt soha nem adták ki. Az albumot Sami Wolking stúdiójában vették föl. G-Stealer még ugyanebben az évben kiszállt, munkaügyi okokból. Az ő helyére Putaansuu Wolkingot kérte fel, aki most már Magnum néven elfogadta az posztot. 2000-ben G-Stealer unokaöccse Kita állt be a zenekarba dobolni.
2002-ben készítették el a Would You Love A Monsterman? videóklipjét Pete Riski segítségével. Ez alapozta meg a zenekar sikeres jövőjét. Magnum azonban nappali munkájának fenntartásának érdekében kiszállt. Kita korábban a SO nevű finn rockbandában dobolt. Így ajánlotta basszusgitárosnak Niko "Kalma" Hurme-t a SO korábbi basszusgitárosát. A Get Heavy még Wolking társaságában készült.
2004-ben újabb lemez The Monsterican Dream névvel, majd 2006-ban egy Eurovíziós Dalfesztivál győzelem. 2004-ben leforgatták a The Kin nevű horrorfilmjüket, és 2007-ben Dark Floors névvel a másodikat. 2008-ban jelent meg a Deadache, majd 2009 februárjában a Zombilation - The Greatest Cuts nevű válogatáslemez.

## Színpadi karaktere
Tomi Putaansuu avagy Mr. Lordi jelmeze egy Biomechanikai embert ábrázol.
Mások szerint a jelmeze a szörnyek, démonok királyát ábrázolja. Ez abból a szempontból elfogadható lenne, hogy egy szörny banda vezetője az úgymond vezérszörny lehet akár a szörnyek királya is. Jelmeze sokak szerint hasonlít Dzsingisz Kán alakjához, viszont vannak akik Drakula gróf formáját látják jelmezében. Mindenesetre a vezérszörnyet alakítja, így akár Drakula vagy a szörnyek királya is lehet.

## Zenekarai
- Lordi (1992–)
- Wanda Whips Wall Street (1994–1997)
- Double Beat Und Bodys (1991–1994)
- Metalox (1988–1990)
- Hammer (1987–1989)
- Steeler (1987)

## Külső hivatkozások
- www.lordi.fi
- www.lordiarmy.com